# Rijk Tulbagh
Rijk Tulbagh (Utrecht, 14 mei 1699 - Kaapstad, 11 augustus 1771) diende als gouverneur van de Nederlandse Kaapkolonie van 1751 tot zijn dood in 1771. Hij werd algemeen bemind en gerespecteerd en stond ook bekend onder zijn bijnaam Vader Tulbagh.

## Biografie
Tulbagh werd geboren in Utrecht en groeide op in Bergen op Zoom. In 1716 kwam hij op het VOC-schip Terhorst aan in de Kaap. Hij bouwde een carrière op en werd in 1751 aangesteld tot gouverneur van de Kaapkolonie. Hij was getrouwd met Elizabeth Swellengrebel, de zus van zijn voorganger Hendrik Swellengrebel.
Tulbagh was geïnteresseerd in biologie, met name in plantkunde. Hij verzamelde planten en dieren in de tuinen van de Compagnie en stuurde exemplaren naar andere verzamelaars, waaronder zijn vriend Carl Linnaeus. Als eerbetoon vernoemde Linnaeus Aeropetes tulbaghia en Tulbaghia naar Tulbagh.

### Gouverneurschap
Tijdens de Zevenjarige Oorlog (1756-1763) bloeide de Kaapkolonie als drukbezochte verversingspost. Tulbagh stemde toe dat dissidente Lutheranen uit Duitsland en Scandinavië hun eigen kerk bouwden. In 1761 werd tevens de eerste bibliotheek van de kolonie gebouwd. Onder zijn gouverneurschap werd het territorium van de kolonie uitgebreid en vonden vele verkenningstochten plaats in het zuidoosten en zuidwesten van het continent en voorbij de Oranjerivier. Hij verbeterde de behandeling van slaven in de Kaap en vanaf 1767 werden er geen mannelijke slaven meer verscheept vanuit Azië. De kolonie werd echter tot driemaal toe zwaar getroffen door een pokkenepidemie.
Tulbagh overleed in 1771 en werd opgevolgd door Joachim van Plettenberg.

### Nalatenschap
De stad Tulbagh in de Zuid-Afrikaanse provincie West-Kaap is postuum vernoemd naar de gouverneur.
- Gemeinsame Normdatei: 122955927
- Virtual International Authority File: 72288820
- WorldCat: E39PBJycQ48HHcY7QXh4hHKcfq